# Alphonso Ford
Alphonso Gene Ford (nacido el 31 de octubre de 1971 en Greenwood, Misisipi y fallecido el 4 de septiembre de 2004 en Memphis, Tennessee) fue un jugador de baloncesto estadounidense que desarrolló la mayor parte de su carrera en Europa, principalmente en la Liga ACB, la Lega Italiana y la griega. Falleció en 2004 víctima de una leucemia diagnosticada 7 años antes.

## Trayectoria deportiva

### Universidad
Ford jugó durante 4 temporadas con los Delta Devils de la Universidad Estatal del Valle del Misisipi. su comienzo fue fulgurante, liderando a los freshman En su segunda temporada su promedio subió a los 32,9 puntos por partido, quedando segundo máximo anotador nacional solo por detrás de Bo Kimble, de Loyola Marymount. En el total de su carrera universitaria anotó 3.165 puntos, la cuarta cifra más alta de la historia de la NCAA, superado únicamente por Pete Maravich, Freeman Williams y Lionel Simmons.
En total promedió 29,0 puntos y 5,4 rebotes por partido, en 109 encuentros disputados.

### NBA
Fue elegido en la segunda ronda del Draft de la NBA de 1993 por Philadelphia 76ers, en el puesto 32. No tuvo suerte en su aventura profesional, ya que solamente jugó 11 partidos repartidos en dos temporadas, con los Sixers y con Seattle Supersonics, alternando su participación en la NBA con breves incursiones en la CBA, en los Tri-City Chinook.

### Europa
Decidió, tras su fracaso en Estados Unidos, irse a jugar a Europa, concretamente al Peñas Recreativas de Huesca, en la temporada 1995-96, donde acaba como segundo máximo anotador de la Liga ACB, promediando 24,8 puntos por partido. Tras esa temporada ficha por el Papagou de la liga griega, donde se convierte en el máximo anotador de la misma, con 24,5 puntos por partido. Tras un año en la liga turca, regresa a Grecia, donde juega un año en el Sporting de Atenas, firmando la temporada siguiente por el Peristeri, donde juega dos temporadas, siendo máximo anotador de la liga griega en ambas, y en la primera de ellas también de la Euroliga.
En 2001 ficha por fin por un grande de Europa, el Olimpiakos, donde no defrauda, volviendo a ser el máximo anotador de la Euroliga y ganando la Copa de Grecia. Al año siguiente se traslada a la Lega italiana, al Montepaschi Siena, donde repite como máximo anotador de la principal competición continental, siendo elegido en el quinteto ideal. Al año siguiente es fichado por el Scavolini Pesaro, donde consigue llegar a la Final Four de la Euroliga.

## Comunicado final y fallecimiento
El 26 de agosto de 2004, Ford conmueve a la afición de Pesaro y al resto de seguidores de este deporte al hacer público este comunicado:

"Queridos amigos, estoy en la desafortunada situación de tener que anunciar que no estaré en condiciones de disputar la temporada 2004-05 con Scavolini. Desafortunadamente mis condiciones de salud no me permiten, en este punto, competir como un atleta profesional. En este momento estoy totalmente agradecido a todo el mundo y a todos los entrenadores, compañeros, tifosis, árbitros y dirigentes, en el curso de todos estos años que me han dado la oportunidad de competir en el deporte que he amado más. En lo que respecta a mi club, Scavolini Pesaro, deseo de corazón dar las gracias a cada persona de la organización, a mis compañeros de equipo, a mi entrenador y a nuestra gran afición. Vosotros debeis continuar teniendo fe. Sois fuertes y combatís duro. Mi corazón siempre estará con vosotros".

Diez días después fallecería en un hospital de Memphis a causa de la leucemia diagnosticada en 1997, a los 32 años de edad. Tras la trágica noticia, la Euroliga decide que el trofeo que se entrega anualmente al máximo anotador de la competición se pase a denominar Trofeo Alphonso Ford, tras haber sido en tres ocasiones merecedor del mismo.